# Sébougou
Sébougou is een gemeente (commune) in de regio Ségou in Mali. De gemeente telt 16.300 inwoners (2009).
De gemeente bestaat uit de volgende plaatsen:
- Bambougou-Wèrè
- Banankoroni
- Banankoroni-Wèrè
- Dougoukouna
- Mélè-Wèrè
- Sando Sido
- Sébougou
- Sékoro
- Tamazo-Zoda
- Toko